# Eilat
Eilat (in ebraico אילת ) è una città dello stato di Israele posta sulle rive del Mar Rosso.
Citata nell'Antico Testamento con il nome di "Ezion Geber", assunse importanza ai tempi del Regno di Israele e in particolare sotto il regno di Salomone (970 - 928 a.C.), quando fu usata come porto per i commerci verso la Penisola arabica e il Corno d'Africa anche grazie alle vicine miniere di rame di Timna. Fu importante centro militare in epoca romana con il nome di "Aelana".

## Geografia

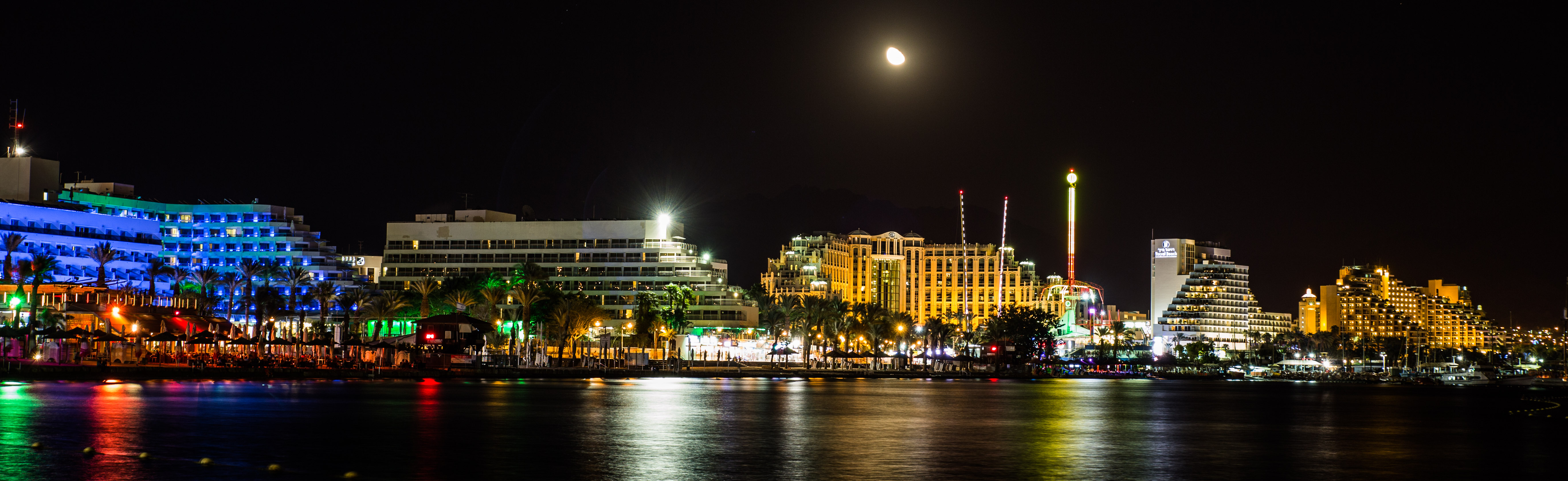
Eilat, linea costiera di notte

Abitata da 50 000 persone, la città è parte del deserto meridionale del Negev ed è adiacente al villaggio egiziano di Taba a sud e alla cittadina portuale giordana di Aqaba ad est, dove si trovano i resti del porto e dell'abitato romano.

## Storia

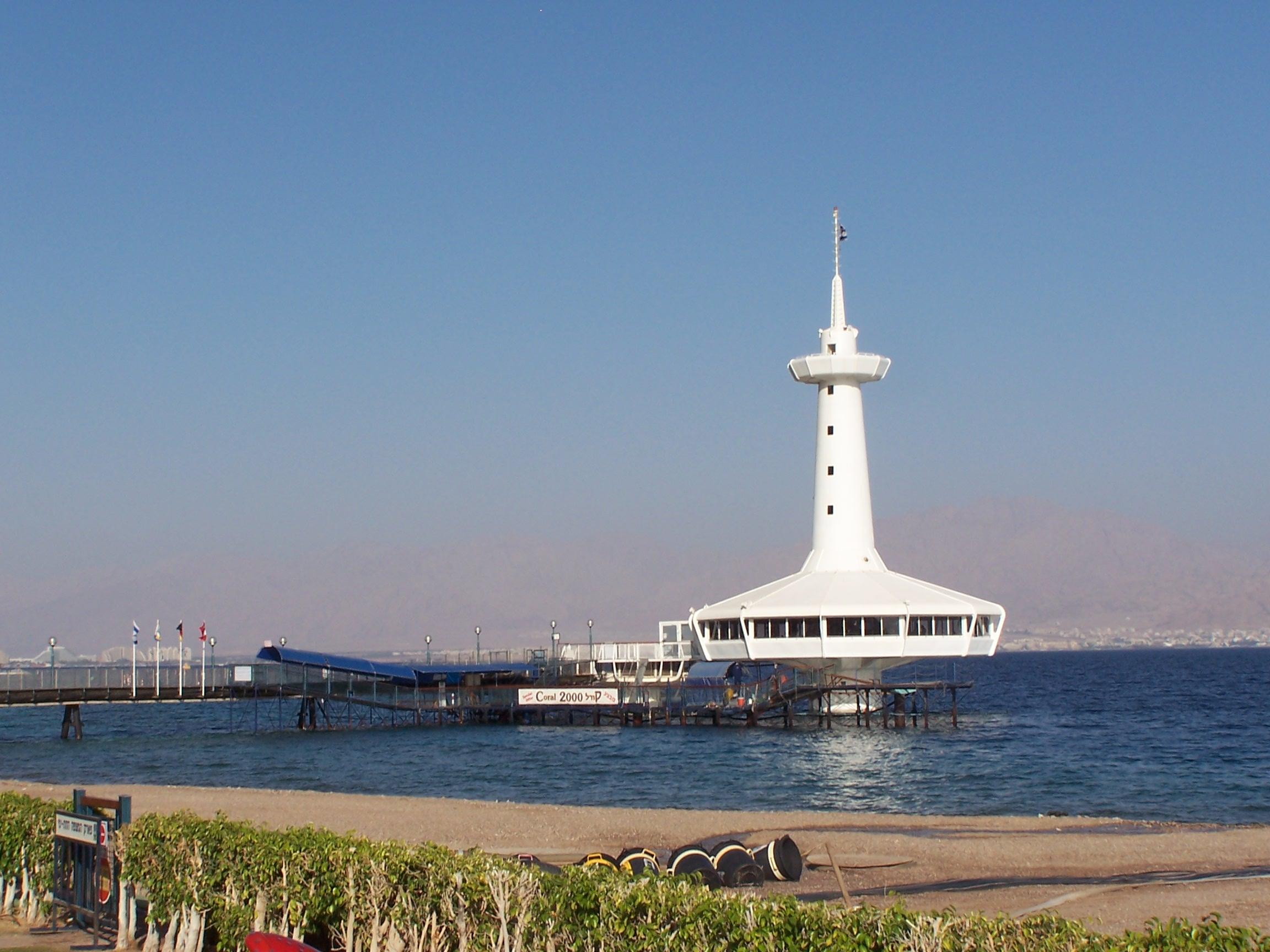
Coral World, osservatorio sottomarino

Eilat è nominata per la prima volta nella Bibbia nel libro dell'Esodo. Quando Davide conquistò Edom, che fino ad allora era stata un confine comune di Edom e di Madian, conquistò anche Eilat, la città di confine condiviso da esse. La città era porto commerciale e centro di lavorazione del rame. In 2 Re 14:21-22: "E tutto il popolo di Giuda prese Azaria, che aveva sedici anni, e lo fece re nella stanza di suo padre Amazia. Ha costruito Elath, e l'ha riportata a Giuda, dopo che il re dormiva tra i suoi padri". E di nuovo in 2 Re 16:06: "In quel tempo il re di Aram Rezin riconquistò Elath ad Aram, e cacciò gli ebrei da Elath, e gli Edomiti vennero a Elath, e vennero ad abitare lì, fino ad oggi".
Durante il periodo romano fu costruita una strada per collegare l'area con la città nabatea di Petra (oggi in Giordania). I resti di una fusione di rame e di grandi comunità di scambio che fiorirono durante il periodo omayyade (700-900 d.C.) sono stati rinvenuti anche tra ciò che è ora una zona industriale vicino ad Eilat, Eilot Kibbutz. La Darb al-Hajj o "Strada dei pellegrini", che proveniva dall'Africa passando attraverso l'Egitto, conduceva alla Mecca dalla Penisola del Sinai, a ovest, fino al villaggio di Umm al-Rashrash, nome arabo di Eilat, prima costeggiando il mare e poi continuando verso sud, nella Penisola araba.

## Economia
L'area è riconosciuta come uno dei principali luoghi di immersione nel mondo. Eilat ha un porto che permette l'attracco di navi da crociera.

## Infrastrutture e trasporti
La città è servita dall'Aeroporto di Eilat, poi divenuto Aeroporto di Eilat-Ramon.

## Amministrazione

### Gemellaggi
Eilat è gemellata con:
- Antibes
- Arica
- Durban
- Kamen
- Kampen
- Los Angeles, dal 1959
- Smoljan
- Sopron
- Piešťany
- Sorrento, dal 2017